# Lysandra infuscata
Lysandra infuscata är en fjärilsart som beskrevs av Metschl. Lysandra infuscata ingår i släktet Lysandra och familjen juvelvingar. Inga underarter finns listade i Catalogue of Life.